# ورگیسن
ورگیسُن (به فرانسوی: Vergisson) یک کمون در فرانسه است که در بورگوین واقع شده‌است.

## خصوصیات
ورگیسن ۵٫۷۷ کیلومترمربع مساحت و ۲۵۳ نفر جمعیت دارد و ۳۲۰ متر بالاتر از سطح دریا واقع شده‌است.